# Kendama

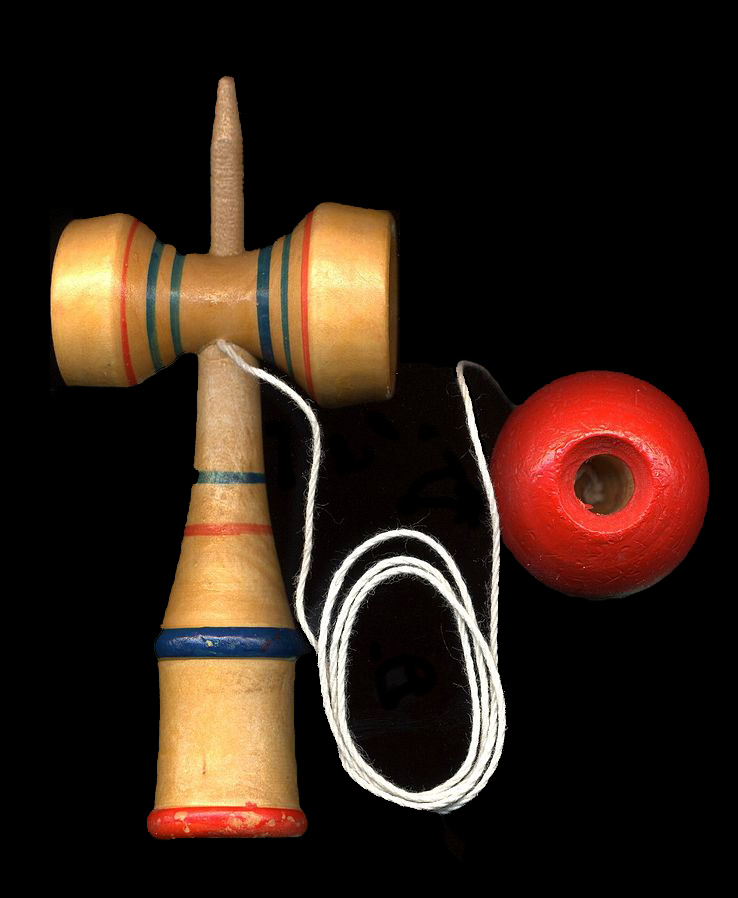
Kendama

Kendama (jap. けん玉, 剣玉, 拳玉  ken-dama; miecz [i] kula) – tradycyjna, drewniana zabawka japońska. 

## Informacje Ogólne

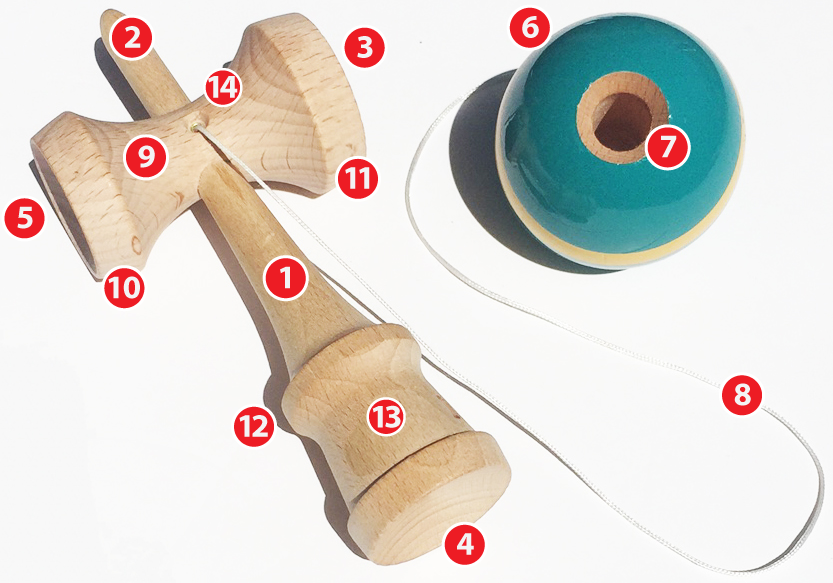
Opis zabawki:
1. Main body: ken (剣).
2. Spike: kensaki (剣先).
3. Large cup: ōzara (大皿).
4. Base cup: chūzara (中皿).
5. Small cup: kozara (小皿).
6. Ball: tama (玉).
7. Hole: ana (穴).
8. String: ito (糸).
9. Cup body: saradō (皿胴).
10. Small cup edge: kozara no fuchi (小皿のふち).
11. Big cup for lunars: ōzara no fuchi (大皿のふち).
12. Slip-stop or slip grip: suberidome (すべり止め).
13. Back end: kenjiri (けんじり).
14. String attachment hole: ito toritsuke ana (糸取り付け穴).

Jest ona zbudowana z uchwytu przypominającego młotek z czubkiem oraz z kulki z dziurą na spodzie, która jest połączona z uchwytem sznurkiem. „Ramiona” uchwytu są zakończone wgłębieniami, do których wpada kulka.
Zabawa polega na tym, aby drewnianą kulkę nabić na wystający szpikulec, podbijać można ją wgłębieniami. Choć brzmi to bardzo prosto, często nie jest zadaniem łatwym. Osoba bawiąca się kendamą musi wykazać się zręcznością i radzić sobie z grawitacją.
Kendama (bilboquet, cup-and-ball, ball in a cup, ring and pin) dotarła do Japonii prawdopodobnie poprzez Holendrów (zob. Dejima) w okresie Edo (1603–1868). Zabawka ta w obecnej postaci wywodzi się z Hatsukaichi, miasta historycznie związanego z transportem drewna i rzemiosłem drewnianym, o czym świadczy m.in. konstrukcja słynnego chramu Itsukushima-jinja. 
W okresie Meiji (1868–1912) mieszkańcy miasta rozpoczęli produkcję różnych drewnianych zabawek metodą toczenia drewna. Turyści odwiedzający chram chętnie kupowali je jako pamiątki. W 1918 roku pewien rzemieślnik ulepszył dawną formę kendamy i stworzył tę znaną dzisiaj. Trzy lata później założył fabrykę drewnianych zabawek. Po zmiennych okresach popularności i braku zainteresowania władze miasta i rzemieślnicy postanowili przywrócić modę na tę tradycyjną zabawkę zręcznościową. Od 2011 roku zabawka jest dystrybuowana do wszystkich klas pierwszych szkół podstawowych.
W 1979 roku odbył się pierwszy w historii ogólnokrajowy turniej kendamy. Od 2000 roku miasto Hatsukaichi promuje się jako „miejsce narodzin kendamy”. Zwróciło swoje wysiłki na entuzjastów z zagranicy, zwłaszcza z Ameryki, tworząc pierwszy w historii „Puchar Świata Kendama” w 2014 roku. Od tego czasu turniej odbywa się co roku. Ze względu na pandemię przeniósł się do serwisu internetowego, ale w 2022 roku w Hatsukaichi uczestnicy częściowo powrócili do bezpośredniego współzawodnictwa o mistrzostwo świata.

## Mistrzostwa Polski w Kendamie
Polish Kendama Open (PKO), czyli Mistrzostwa Polski w Kendamie są największymi zawodami w Polsce, jak i również najdłużej nieprzerwanie organizowanymi zawodami w Europie. PKO najczęściej odbywa się w okolicach września w Warszawie w Muzeum Azjii i Pacyfiku. Wydarzenie to jest organizowane przez polski sklep Miejskie Sporty oraz KROM KENDAMA POLAND. Zawody budzą zainteresowanie również wśród zagranicznych graczy z Czech, Danii lub Włoszech. Za mistrza Polski uznawany jest zwycięzca kategorii Open.
| Rok  | Mistrz Polski       | Wicemistrz Polski | 3. miejsce       |
| ---- | ------------------- | ----------------- | ---------------- |
| 2024 | Jerzy Wierzbicki    | Mateusz Rudny     | Marcin Mróz      |
| 2023 | Davide Leonardi     | Ondřej Flandera   | Adam Furman      |
| 2022 | Mateusz Mierzwiński | Filip Pankiewicz  | Filip Karolewski |
| 2021 | Mateusz Rudny       | Yevhen Shuhaiev   | Kamil Panek      |
| 2020 | Kacper Gąsior       | Kuba Kania        | Filip Ratajczak  |
| 2016 | Marcin Dziopa       | Unknown           | Unknown          |

| Rok  | 1. Miejsce      | 2. miejsce      | 3. miejsce          |
| ---- | --------------- | --------------- | ------------------- |
| 2024 | Mateusz Rudny   | Tomasz Łudczak  | Bartosz Kowalczyk   |
| 2023 | Davide Leonardi | Ondřej Flandera | Mateusz Mierzwiński |
| 2022 | Mateusz Rudny   | Brajan Nowak    | Kacper Prasał       |
| 2021 | Mateusz Rudny   | Kacper Gąsior   | Tomasz Łudczak      |